# Вальс в два па
Вальс в два па (фр. valse à deux temps) — разновидность вальса, танец, исполняющийся в музыкальном размере 3/4 или 6/8. Появившись в Вене, первоначально назывался «Венским вальсом» (позднее это название закрепилось за вальсом в три па). Во Франции XIX века также носил название «Русского вальса»:139.

## Бальный танец XIX века
Вальс в два па не был так популярен и долговечен, как ставший классическим вальс в три па — вероятно потому, что не требовал большого танцевального искусства:139. В XX веке вальс в три па стали называть венским вальсом, однако оригинальным венским вальсом является именно вальс в два па:139-140.

## Современный танец
В спортивных бальных танцах вальс в два па является упрощённой разновидностью современных венского и медленного вальсов. В отличие от этих танцев, он исполняется не тремя шагами на каждый такт 3/4, а двумя, при этом первый шаг занимает первую долю такта, а второй — 2 оставшиеся: партнёр начинает движение лицом по ходу танца: на первую долю выполняется шаг с каблука с произвольным углом поворота, на оставшиеся доли такта свободная нога подтягивается к себе. После этого вся комбинация выполняется с другой ноги начиная с шага назад.